# Raúl Alcalá
Raúl Alcalá Gallegos (Monterrey, 3 de março de 1964) é um ciclista mexicano, profissional entre 1986 e 1994, período o qual obteve 32 vitórias.